# جوشقان وكامو
جوشقان وكامو (بالفارسية: جوشقان و کامو) هي مدينة تقع في إيران. يقدر عدد سكانها بـ 5,477 نسمة .